# Dušan Bogdanović

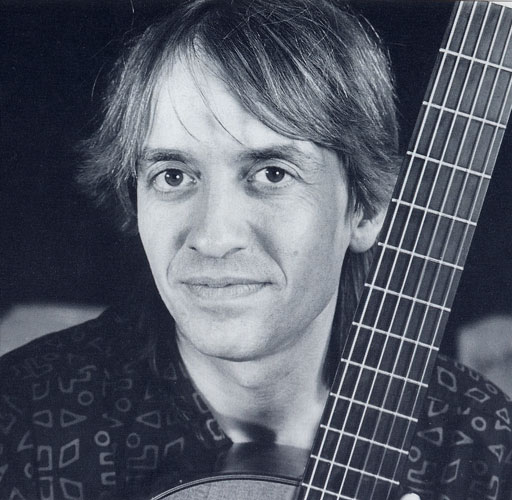
Dusan Bogdanovic (1992)

Dušan Bogdanović (serbisch-kyrillisch Душан Богдановић; * 1955 in Belgrad) ist ein amerikanischer Gitarrist und Komponist serbischer Herkunft.

## Leben und Wirken
Bogdanović absolvierte sein Studium am Conservatoire de musique de Genève: Gitarre studierte er bei Maria Lívia São Marcos und Komposition sowie Orchestrierung bei Pierre Wissmer und Alberto Ginastera; er erhielt den einzigen Ersten Preis beim Genfer Wettbewerb. 1977 gab er in der Carnegie Hall ein vielbeachtetes Debütkonzert.
Als innovativer Komponist, Improvisator und Gitarrist hat Bogdanović musikalische Sprachen erforscht, die sich heute in seinem Stil widerspiegeln; er verbindet in seiner Musik Jazz, klassische Musik und Balkan-Musik zu einer einzigartigen Klangsprache. Als Solist und in Zusammenarbeit mit anderen Künstlern hat Bogdanović zahlreiche Tourneen in Europa, Asien und den Vereinigten Staaten unternommen. In den frühen 1980er Jahren arbeitete er mit Milcho Leviev und dem russischen Holzbläser Alexei Zubov im Trio Lingua Franca. Er ging mit Kammermusikgruppen verschiedener Stilrichtungen ins Aufnahmestudio, mit Terry Graves und Kenton Youngstrom im De Falla Guitar Trio und mit Jazzmusikern wie James Newton, Charlie Haden, Miroslav Tadić, Mark Nauseef, Anthony Cox, Arto Tunçboyacıyan und anderen.
Bogdanović hat bei Verlagen wie Bèrben, GSP oder Doberman-Yppan mehr als 100 Kompositionen veröffentlicht, die von Gitarren- und Klaviersolowerken bis hin zu kammermusikalischen Werken und solchen für Orchesterensembles reichen. Als Instrumentalist legte er fast zwanzig Einspielungen von Bach-Triosonaten bis hin zu zeitgenössischen Werken vor. Sein mit der Harfenistin Georgia Kelly vorgelegtes Album A Journey Home war in der Billboard Top Ten New Age.
Bogdanović wurde bereits mit Anfang zwanzig zum Professor am Genfer Konservatorium ernannt. Später lehrte er an der Belgrader Akademie und an der University of Southern California. Bogdanović lehrte anschließend am Konservatorium von San Francisco, um von 2007 bis 2020 als Professor nach Genf an die Haute école de musique de Genève zurückzukehren. Er teilte seine Zeit zwischen Lehren, Komponieren, Analysieren und Interpretieren.

## Diskografie
- Dusan Bogdanovic mit James Newton / Charlie Haden / Tony Jones Early to Rise (Palo Alto, 1984)
- Lingua Franca Common Language (Belladonna, 1985, mit Milcho Leviev, Alexei Zubov)
- Valter Dešpalj & Dušan Bogdanović Dvorák – Granados – Matz – Bogdanovic – Gershwin (1988)
- Georgia Kelly & Dušan Bogdanović A Journey Home (1989)
- Worlds (M.A 1989)
- Dušan Bogdanović, Miroslav Tadić, Mark Nauseef Keys to Talk By (M.A., 1990)
- Bach with Pluck! (ESS.A.Y, 1992)
- Dusan Bogdanovic mit Miroslav Tadic & Malisa Draskoci Levantine Tales (M.A., 1992)
- Bach with Pluck! Vol. 2 (ESS.A.Y, 1994)
- In the Midst of Winds (M.A., 1994, mit Sharon Wayne, Todd Garfinkle)
- Mysterious Habitats (Guitar Solo Publications, 1995)
- Unconscious in Brazil (Guitar Solo Publications, 1999)
- Yano Mori (Intuition, 1999; Kompilation aus den vier Alben bei M.A.)
- Canticles (Éditions Doberman, 2001, mit Antoine Garth, André Papillon, Yanick Chênevert, Rafael Hoekman, Vismaya Lhi, Gruber-Maklar, TME Ensemble)
- And Yet... (Éditions Doberman, 2005)
- Winter Tale, (Éditions Doberman, 2008)
- Dušan Bogdanović & Miroslav Tadić Migrations (Seobe) (Éditions Doberman, 2011, rec. 2003)
- Look at the Big Birds, Carmen Alvarez, Francisco Bernier (Contrastes, 2014)
- En la tierra (Éditions Doberman, 2015)
- Dušan Bogdanović: Gitarrenwerke, Angelo Marchese (Brilliant Classics, 2015)[2]

## Schriften
- Polyrhythmic and Polymetric Studies. Ancona: Edizioni Musicali Berben, 1990.
- Counterpoint for Guitar: with improvisation in the Renaissance style and study in motivic metamorphosis. Ancona: Bèrben, 1996.
- Hymn to the muse. Saint-Nicolas, Québec: Éditions Doberman-Yppan, 2005.
- Ex ovo: A Guide for Perplexed Composers and Improvisers 2. Bände. Saint-Nicolas, Québec: Doberman-Yppan. 2006